# Sturmtiger
Sturmtiger là một loại pháo tự hành hạng nặng của Đức Quốc xã được lắp trên khung tăng Panzer VI-Tiger-I và trang bị ổ đại bác thủy quân 38 cm Raketen-Werfer RW61 L/5.4. Nó được thiết kế để hỗ trợ bộ binh tấn công trong nội thành (urban). Một vài chiếc Sturmtiger được sử dụng trong cuộc nổi loạn ở Warsaw, chiến dịch Bulge và Reichswald. Sturmtiger còn được biết dưới các tên gọi khác như Tiger-Mörser, Sturmmörser Tiger và Sturmpanzer VI.

## Phát triển
Ý tưởng phát triển một loại tăng tự hành hạng nặng có thể phá hủy những boong-ke và pháo đài vững chắc nhất nhằm mục đích yểm trợ cho bộ binh xông lên được người Đức nghĩ đến vào đầu những năm 1941.Sau khi không thành công trong việc chiếm Mát-xcơ-va(nằm trong khuôn khổ chiến dịch Babarossa)-vì bộ binh Đức bị thiệt mạng khá nhiều do những pháo đài vững chắc của Liên Xô, OKH ra lệnh cho tập đoàn Alkett phải thiết kế và sản xuất nhanh chóng một loại tăng tự hành hạng nặng mới để thay thế cho loại tăng hiện tại là Sturm-Infanteriegeschütz 33B(chỉ có thể phá hủy những pháo đài nhỏ và tháp canh) và StuG-III-được trang bị pháo 15 cm sIG 33.Trong trận chiến Stalingrad, chúng đã không phát huy được vai trò của mình là phá hủy boong-ke của Hồng Quân mà ngược lại chúng chỉ có thể yểm trợ bộ binh từ đằng xa.Có tổng cộng 12 chiếc StuG-III bị mất trong trận Stalingrad.
Sturmpanzer IV(Sturmtiger) được OKH chọn làm loại tăng tự hành mới để thay thế cho StuG-III và Sturm-Infanteriegeschütz 33B.Sturmtiger được chính thức sản xuất vào năm 1943 và chiếc đầu tiên xuất xưởng vào ngày 20/2/1944.Sturmtiger được bọc giáp khá kĩ càng và chắc chắn với hơn 80mm mỗi bên.Ngoài ra nó còn được trang bị lại vũ khí, gia cố lại phần khung và tháp pháo.Nòng được tăng lên 210mm, khung tăng Tiger-I và động cơ V-12 Maybach.
Về sau, Sturmtiger được thay nòng 380mm làm nó có hỏa lực ngang với một ổ đại bác trên tàu chiến.Sức công phá của Sturmtiger mạnh đến nỗi mỗi lần nó bắn tiếng kêu phát ra từ nòng phải vang xa đến hơn 1 dặm.Một số biến thế của nó được Kriegsmarine tham gia chế tạo và có một mẫu được lắp dàn hỏa tiễn.
Vào tháng 9/1943, tập đoàn Krupp chế tạo cho Sturmtiger một loại thân tăng mới thuộc dòng Tiger.Mẫu thân này được gửi đến Henschel và Alkett để tham khảo ý kiến.Vào tháng 10/1943, bản thiết kế thân tăng mới được gửi đến Hitler.Sau khi được sự đồng ý của Hitler, thân tăng mới đầu tiên được chuyển đến Alkett cùng năm.
Hitler ra lệnh cho tập đoàn Alkett phải hoàn thành lịch sản xuất và trình báo lên cho ông ta đúng ngày.Alkett phải gấp rút hoàn thành 12 chi tiết chính của Sturmtiger và nhận khung-thân tăng mới từ Krupp.Lịch sản xuất do Hitler đề ra là phải hoàn thành 38 chiếc Sturmtiger từ ngày 15-21 tháng 9/1944.Nhưng thật ra chỉ có 10 chiếc được hoàn thành trong năm 1944, cộng thêm 5 chiếc sản xuất trước.
Hitler đặc biệt quan tâm đến dự án sản xuất Sturmtiger vì ông tin rằng loại tăng mới này sẽ giúp bộ binh tấn công tốt hơn trên chiến trường.Hitler còn ra lệnh phải sản xuất được 300 viên đạn dành cho riêng cho Sturmtiger mỗi tháng.

## Thiết kế

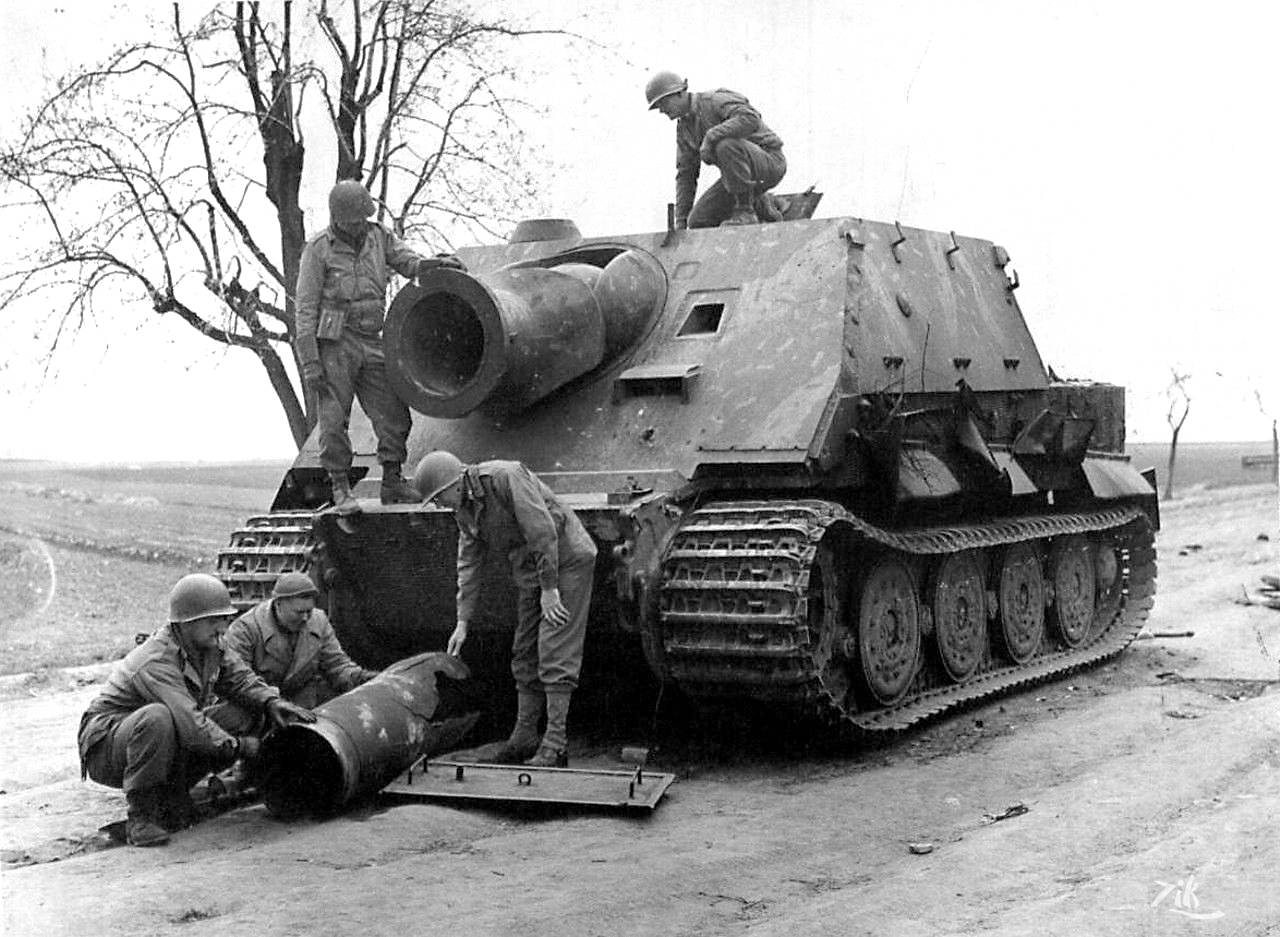
Một chiếc Sturmtiger bị bắt bởi quân đội Mỹ, tháng 4 năm 1945

Sturmtiger được lắp ráp khung tăng Tiger I, giữ lại phần thân và hệ thống treo. Phần trước của Sturmtiger được thay thế bằng một ngăn lắp súng khá rộng, một hệ thống điều khiển phóng rocket(đối với các biến thể của Sturmtiger). Súng phụ được lắp phía trước với hơn 800 viên, MG-42 có hỏa lực và tốc độ bắn cao khiến bộ binh rất khó tiếp cận.
So với các loại tăng hạng nặng khác của Đức như Tiger I thì Sturmtiger có vẻ hơi ngắn(chỉ dài có 6.28m), Tiger-I(dài 8.45m), Tiger- I(dài gần 9m).Các loại tăng hạng nặng của Đức nổi tiếng với hỏa lực cao thì Sturmtiger cũng vậy, nó có thể chọc thủng giáp của bất cứ loại tăng nào của Liên Xô lúc bấy giờ, độ xuyên giáp của Sturmtiger rất cao-có thể chọc thủng tối đa một lớp giáp dày 300mm.Tuy nhiên độ chính xác của nó lại rất thấp, nòng quá ngắn khiến cho độ lệch của tâm càng cao, mặc dù sau này có một số cải cách về nòng nhưng độ chính xác của Sturmtiger vẫn rất thấp.Loại đạn mà Sturmtiger dùng có sức công phá rất cao, có thể phá hủy những loại boong-ke và lô-cốt cứng cáp và vững chắc nhất.

### Giáp tăng

Giáp của xe «Sturmtiger»

Vì địa điểm tấn công chủ yếu của Sturmtiger là ở trong nội thành nên lớp giáp bọc của nó phải rất dày mới có thể sống sót. Alkett nhận thấy điều này nên đã gia cố giáp của Sturmtiger lên đến gần 150mm-chỗ dày nhất và 80mm-chỗ mỏng nhất.Phần tháp pháo được coi là địa điểm mà đại bộ phận các tay súng cối đều nhắm vào khi muốn diệt tăng, nhưng Sturmtiger thì không dễ dàng như vậy. Phần tháp pháo của nó dày đến hơn 125mm. Riêng phần giáp của Sturmtiger đã nâng trọng lượng của Sturm lên đến gần 65 tấn.

### Vũ khí

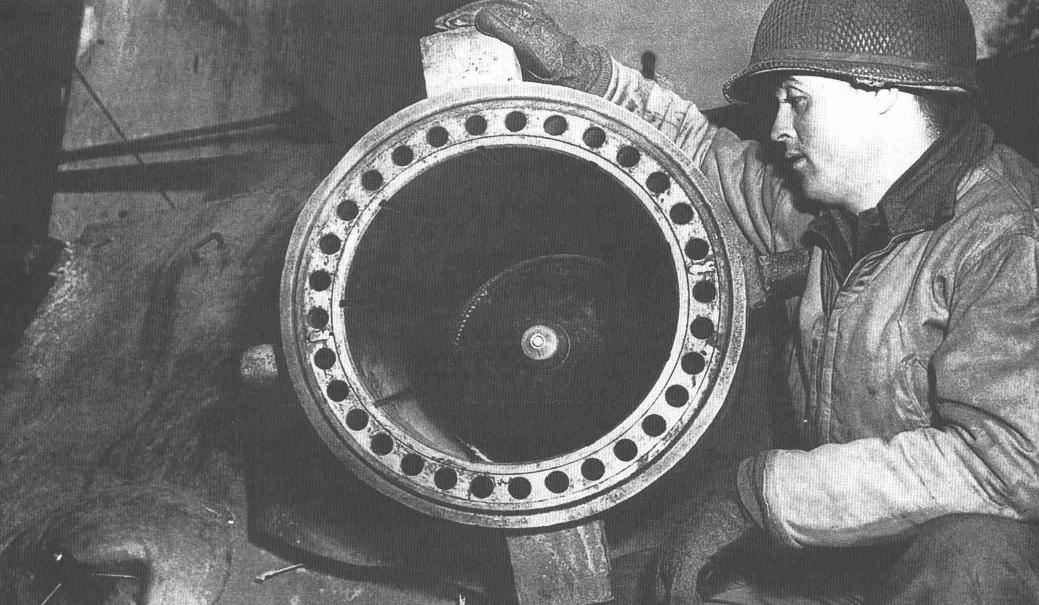
Nòng pháo Sturmtiger

Vũ khí chính của Sturmtiger là ổ đại bác 380 mm Raketen-Werfer 61 L/5.4, là một hệ thống thay đạn bằng cách đưa vào băng và chỉ dùng để bắn tầm ngắn. Raketen là loại đại bác phóng đạn rocket với sức công phá rất cao, có thể bắn nổ ngay tại chỗ bất kì loại tăng nào trên chiến trường thời bấy giờ.Loại đạn mà Sturmtiger bắn ra có chiều dài 1.5m, nặng 125 kg và có thể bắn xa hơn 565m.
Những biến thể của Sturmtiger với bộ phóng rocket có một số vấn đề với việc làm mát nòng.Độ nóng của nòng sẽ đạt đến cực điểm khi mới phóng được có 10 quả rocket. Mặc dù Alkett đã cố gắng cải thiện vấn đề này bằng cách thêm bộ tản nhiệt bằng hơi nước, đệm ngăn cách giữa nòng và phần đẩy đạn lên nhằm giảm bớt sự ma sát…Nhưng các cuộc thử nghiệm vừa có kết quả thì cuộc chiến đã đi đến hồi kết. Sturmtiger chỉ có thể mang được 14 viên đạn, do đạn quá nặng và cồng kềnh. Để đưa đạn vào băng, phải có đến 3 người cùng đẩy. Chính vì thời gian thay đạn quá chậm nên Sturmtiger rất dễ bị tiêu diệt bởi pháo tự hành và bộ binh - mặc dù có lớp giáp dày.
Âm thanh phát ra từ nòng pháo khi bắn được xem là một trong những mối nguy hiểm nhất đối với Sturmtiger, mỗi lần bắn nòng pháo tỏa ra một lượng khói rất nhiều và đương nhiên là âm thanh cũng rất lớn có thể vang va đến 2km. Nhờ vậy các máy bay phe Đồng Minh luôn dễ dàng tìm thấy và tiêu diệt Sturmtiger nhờ âm thanh mà nó phát ra. Alkett bị Adolf Hitler phê bình kịch liệt về việc này. Về sau, Sturmtiger được lớp một ống giảm thanh ở phía dưới nòng nhưng chỉ có một chiếc được sản xuất. Và cũng thật khó tưởng tượng khi có một ống giảm thanh phù hợp với nòng pháo cỡ 380mm này.
Để phòng vệ bộ binh, Sturmtiger được trang bị một súng máy 7.92mm MG-42.

## Lịch sử hoạt động
Những chiếc Sturmtiger được sử dụng như là 1 phuơng tiện hỗ trợ bộ binh và dùng để bắn phá các boongke, công sự kiên cố. Vào thời điểm Sturmtiger được đưa vào hoạt động, quân đội Đức đã mất thế chủ động và dần chuyển sang thế phòng thủ trước các cuộc tiến công như vũ bão của quân Đồng Minh.
Có 3 đại đội Sturmtiger (Panzer Sturmmörser Kompanien) được thành lập là đại đội 1000, 1001 và 1002. Dự tính mỗi đại đội sẽ được trang bị 14 chiếc Sturmtiger, nhưng sau cùng rút xuống còn 4 chiếc, chia thành 2 trung đội.
Đại đội 1000 đã góp mặt tại cuộc nổi dậy ở Warsaw vào mùa hè năm 1944, cũng là lần thử lửa đầu tiên của Sturmtiger. 2 chiếc Sturmtiger được sử dụng để bắn phá các vị trí cố thủ của quân kháng chiến Ba Lan và gây ra thiệt hại rất lớn. Warsaw cũng là nơi duy nhất những chiếc Sturmtiger được sử đúng đúng như vai trò thiết kế của chúng: bắn phá công sự. 7 chiếc Sturmtiger của 2 đại đội 1000 và 1001 sau đó tham chiến tại Ardennes.
Trong trận đánh bảo vệ cây cầu Remagen, 7 chiếc Sturmtiger của đại đội 1000 và 1001 được huy động tham gia bắn phá cây cầu để tránh rơi vào tay người Mỹ, nhưng thất bại vì độ chính xác của pháo 380mm khá kém để bắn trúng cây cầu này. Báo cáo 2 bên ghi nhận rằng có 1 chiêc Sturmtiger đã bắn trúng 1 đoàn Sherman của người Mỹ đang đậu ở 1 ngôi làng bên kia cây cầu, vô hiệu hóa toàn bộ đoàn xe đó và gây ra thương vong lớn. Sau khi cây cầu bị người Mỹ chiếm, những chiếc Sturmtiger sống sót được lệnh ở lại bắn bọc hậu để lực lượng phòng thủ Đức rút ra khỏi khu vực Remagen an toàn. Kíp lái sau đó bỏ xe nhưng không kịp phá hủy nên nhiều xe đã rơi vào tay quân Mỹ.

## Những chiếc còn sót lại
Hiện giờ còn lại 2 chiếc Sturmtiger ở Munster và Nga:
- Chiếc Sturmtiger trưng bày tại bảo tàng Deutsches Panzermuseum, Munster mang số sê-ri #250174 được mua lại từ Đức.
- Chiếc Sturmtiger trưng bày tại bảo tàng thiết giáp Kubinka, Nga.Hồng Quân bắt giữ được chiếc Sturm này vào tháng 4/1945, tại Elbe.